# Campeonato Baiano de Futebol de 2024
O Campeonato Baiano de Futebol de 2024 foi a 120.ª edição da competição realizada no estado da Bahia e organizada pela Federação Bahiana de Futebol. Pela primeira vez após seis anos, dois times da primeira divisão do Campeonato Brasileiro disputaram o torneio, sendo eles o Bahia e o Vitória. O Vitória sagrou-se campeão em abril, levantando o seu 30.º título da competição.

## Regulamento
As dez equipes disputam a primeira fase em turno único. Os quatro mais bem colocados avançam à semifinal. Os último colocado é rebaixado diretamente e o penúltimo será rebaixado em caso da 2ª Divisão ter 10 equipes ou mais.
Em caso de empate entre duas ou mais equipes, serão adotados estes critérios de desempate:
1. Maior número de vitórias;
2. Maior saldo de gols;
3. Maior número de gols marcados;
4. Confronto direto;
5. Menor número de cartões vermelhos recebidos;
6. Menor número de cartões amarelos recebidos;
7. Sorteio.

Semifinal e Final são disputadas no sistema mata-mata em jogos de ida e volta. Em caso de empate entre duas ou mais equipes, serão adotados estes critérios de desempate:
1. Melhor saldo de gols no confronto;
2. Disputa de pênaltis.

O campeão disputará a Copa do Nordeste de 2025 e a Copa do Brasil de 2025; o vice-campeão e o terceiro colocado disputarão a Copa do Brasil de 2025. A segunda vaga para disputar a fase de grupos da Copa do Nordeste de 2025 será da equipe melhor qualificada pelo Ranking da CBF. A terceira vaga na competição regional, que será para a Fase Pré, virá da segunda equipe melhor qualificada pelo Ranking da CBF. Os dois melhores colocados do Baianão, caso já não sejam integrantes de outras séries do Campeonato Baiano, vão ter direito a duas vagas na Série D de 2024. A terceira será destinada ao campeão da competição que a FBF realizar no segundo semestre. Caso esse campeonato não seja realizado, a vaga será transferida para o Baianão.

## Equipes participantes

### Promovidos e rebaixados
| Pos. | Rebaixado da Primeira Divisão de 2023 |
| ---- | ------------------------------------- |
| 9º   | Jacobinense                           |
| 10º  | Doce Mel                              |

| Pos. | Promovido da Segunda Divisão de 2023 |
| ---- | ------------------------------------ |
| 1º   | Jequié                               |
| 2º   | Jacobina                             |

### Informações das equipes
| Aumento | Equipe promovida da Segunda Divisão de 2023 |

## Primeira fase
| Pos | Equipe                 | Pts | J | V | E | D | GP | GC | SG  | Classificação ou descenso       |     | BAH | VIT | BFC | JEQ | JZE | JAC | AAL | JCP | BFE | ITA |
| --- | ---------------------- | --- | - | - | - | - | -- | -- | --- | ------------------------------- | --- | --- | --- | --- | --- | --- | --- | --- | --- | --- | --- |
| 1   | Bahia                  | 19  | 9 | 6 | 1 | 2 | 23 | 8  | +15 | Classificados para a Fase Final |     | —   |     | 2–0 | 0–1 |     | 5–0 |     | 2–0 |     | 5–0 |
| 2   | Vitória                | 19  | 9 | 6 | 1 | 2 | 14 | 5  | +9  | Classificados para a Fase Final |     | 3–2 | —   |     |     | 3–0 |     | 3–0 |     | 1–0 |     |
| 3   | Barcelona de Ilhéus    | 16  | 9 | 5 | 1 | 3 | 7  | 5  | +2  | Classificados para a Fase Final |     |     | 2–1 | —   |     | 0–0 |     |     | 1–0 | 1–0 |     |
| 4   | Jequié                 | 14  | 9 | 4 | 2 | 3 | 8  | 8  | 0   | Classificados para a Fase Final |     |     | 1–0 | 0–2 | —   |     |     | 2–0 |     |     | 2–1 |
| 5   | Juazeirense            | 14  | 9 | 4 | 2 | 3 | 12 | 15 | −3  |                                 |     | 1–2 |     |     | 2–0 | —   | 2–1 |     | 2–1 |     | 1–1 |
| 6   | Jacobina               | 12  | 9 | 3 | 3 | 3 | 7  | 15 | −8  |                                 |     | 0–0 | 1–0 | 0–0 |     | —   |     |     |     | 1–1 |     |
| 7   | Atlético de Alagoinhas | 10  | 9 | 3 | 1 | 5 | 12 | 17 | −5  |                                 | 3–3 |     | 1–0 |     | 2–3 | 0–1 | —   |     |     |     |     |
| 8   | Jacuipense             | 9   | 9 | 3 | 0 | 6 | 9  | 13 | −4  |                                 |     | 0–1 |     | 1–0 |     | 1–2 | 3–2 | —   | 1–0 |     |     |
| 9   | Bahia de Feira         | 8   | 9 | 2 | 2 | 5 | 15 | 12 | +3  | Rebaixados à Segunda Divisão    |     | 0–2 |     |     | 2–2 | 5–1 | 6–1 | 1–2 |     | —   |     |
| 10  | Itabuna                | 6   | 9 | 1 | 3 | 5 | 8  | 16 | −8  | Rebaixados à Segunda Divisão    |     |     | 0–2 | 0–1 |     |     |     | 1–2 | 3–1 | 1–1 | —   |

### Desempenho por rodada
Clubes que lideraram o grupo ao final de cada rodada:
| Rodadas | Rodadas | Rodadas | Rodadas | Rodadas | Rodadas | Rodadas | Rodadas | Rodadas |
| ------- | ------- | ------- | ------- | ------- | ------- | ------- | ------- | ------- |
| 1       | 2       | 3       | 4       | 5       | 6       | 7       | 8       | 9       |
| BFE     | VIT     | JZE     | VIT     | BAH     | BAH     | JZE     | BAH     | BAH     |

Clubes que ficaram na última posição do grupo ao final de cada rodada:
| Rodadas | Rodadas | Rodadas | Rodadas | Rodadas | Rodadas | Rodadas | Rodadas | Rodadas |
| ------- | ------- | ------- | ------- | ------- | ------- | ------- | ------- | ------- |
| 1       | 2       | 3       | 4       | 5       | 6       | 7       | 8       | 9       |
| JAC     | JCP     | JAC     | JCP     | AAL     | AAL     | BFE     | BFE     | ITA     |

## Fase final
Em itálico, as equipes que possuem o mando de campo no primeiro jogo do confronto e em negrito, as equipes classificados.
|  | Semifinais 9 a 17 de março | Semifinais 9 a 17 de março | Semifinais 9 a 17 de março | Semifinais 9 a 17 de março |   |         | Final 31 de março e 7 de abril | Final 31 de março e 7 de abril | Final 31 de março e 7 de abril | Final 31 de março e 7 de abril |
|  |                            |                            |                            |                            |   |         |                                |                                |                                |                                |
|  | Barcelona de Ilhéus        | 0                          | 1                          | 1                          |   |         |                                |                                |                                |                                |
|  | Vitória                    | 2                          | 4                          | 6                          |   |         |                                |                                |                                |                                |
|  | Vitória                    | 2                          | 4                          | 6                          |   | Vitória | 3                              | 1                              | 4                              |                                |
|  |                            |                            |                            |                            |   | Vitória | 3                              | 1                              | 4                              |                                |
|  |                            | Bahia                      | 2                          | 1                          | 3 |         |                                |                                |                                |                                |
|  | Jequié                     | Bahia                      | 2                          | 1                          | 3 | 0       | 1                              | 1                              |                                |                                |
|  | Jequié                     |                            |                            |                            |   | 0       | 1                              | 1                              |                                |                                |
|  | Bahia                      | 1                          | 4                          | 5                          |   |         |                                |                                |                                |                                |

### Semifinais
Chave 1
| 9 de março Ida                 | Jequié | 0 – 1          | Bahia            | Jequié                                                                                        |  |
| 16:00                          |        | Súmula Borderô | 87' David Duarte | Estádio: Waldomirão Público: 4 035 Renda: R$ 161 720,00 Árbitro: BA Bruno Pereira Vasconcelos |  |
| \| \| Jequié \| \| Bahia \| \| |        |                |                  |                                                                                               |  |
|                                | Jequié |                | Bahia            |                                                                                               |  |

| 16 de março Volta              | Bahia                                    | 4 – 1          | Jequié     | Salvador                                                                                        |  |
| 16:00                          | Estupiñán 41' 48' 50' · Rafael Ratão 63' | Súmula Borderô | 90' Medina | Estádio: Arena Fonte Nova Público: 28 373 Renda: R$ 788 572,00 Árbitro: BA Eziquiel Sousa Costa |  |
| \| \| Bahia \| \| Jequié \| \| |                                          |                |            |                                                                                                 |  |
|                                | Bahia                                    |                | Jequié     |                                                                                                 |  |

Chave 2
| 10 de março Ida                        | Barcelona de Ilhéus | 0 – 2          | Vitória                      | Ilhéus                                                                                                  |  |
| 16:00                                  |                     | Súmula Borderô | 11' Alerrandro · 51' Zé Hugo | Estádio: Mário Pessoa Público: 3 841 Renda: R$ 99 340,00 Árbitro: BA Emerson Ricardo de Almeida Andrade |  |
| \| \| Barcelona-BA \| \| Vitória \| \| |                     |                |                              | |  |
|                                        | Barcelona-BA        |                | Vitória                      | |  |

| 17 de março Volta                      | Vitória                                                                    | 4 – 1          | Barcelona de Ilhéus | Salvador                                                                             |  |
| 16:00                                  | Osvaldo 59' (pen.) · Camutanga 62' · Alerrandro 71' · Mateus Gonçalves 89' | Súmula Borderô | 33' Jadson          | Estádio: Barradão Público: 23 063 Renda: R$ 566 865,00 Árbitro: BA Diego Pombo Lopez |  |
| \| \| Vitória \| \| Barcelona-BA \| \| |                                                                            |                |                     |                                                                                      |  |
|                                        | Vitória                                                                    |                | Barcelona-BA        |                                                                                      |  |

### Final
| 31 de março Ida                 | Vitória                                        | 3 – 2          | Bahia                    | Salvador                                                                                     |  |
| 16:00                           | Mateus Gonçalves 67' 90' · Iury Castilho 90+8' | Súmula Borderô | 46' Thaciano · 62' Cauly | Estádio: Barradão Público: 30 439 Renda: R$ 853 763,00 Árbitro: BA Bruno Pereira Vasconcelos |  |
| \| \| Vitória \| \| Bahia \| \| |                                                |                |                          |                                                                                              |  |
|                                 | Vitória                                        |                | Bahia                    |                                                                                              |  |

| 7 de abril Volta                | Bahia               | 1 – 1          | Vitória             | Salvador |  |
| 16:00                           | Éverton Ribeiro 19' | Súmula Borderô | 13' Wagner Leonardo | Estádio: Arena Fonte Nova Público: 47 634 Renda: R$ 1 723 635,00 Árbitro: BA Emerson Ricardo de Almeida Andrade |  |
| \| \| Bahia \| \| Vitória \| \| |                     |                |                     | |  |
|                                 | Bahia               |                | Vitória             | |  |

## Premiação
| Campeonato Baiano de 2024     |
| ----------------------------- |
| Vitória Campeão (30.º título) |

## Técnicos
| Equipe                 | Técnico                                                                      |
| ---------------------- | ---------------------------------------------------------------------------- |
| Atlético de Alagoinhas | Zé Carlos (1ª—5ª) Ronaille Calheira (6ª—)                                    |
| Bahia                  | Rogério Ferreira (1ª—2ª) Rogério Ceni (3ª—)                                  |
| Bahia de Feira         | Oliveira Canindé (1ª—5ª) Nasareno Silva (6ª—)                                |
| Barcelona de Ilhéus    | Betinho (1ª—)                                                                |
| Itabuna                | Matheus Sodré (1ª—4ª) Maico Franco (5ª—6ª, interino) Evandro Guimarães (7ª—) |
| Jacobina               | Alex Alves (1ª—7ª) Augusto Fassina (8ª—)                                     |
| Jacuipense             | Jonilson Veloso (1ª—)                                                        |
| Jequié                 | Gabardo Júnior (1ª)                                                          |
| Juazeirense            | Carlos Rabello (1ª—)                                                         |
| Vitória                | Leo Condé (1ª—)                                                              |

## Estatísticas

### Artilharia
| Gols | Jogador          | Equipe                 |
| ---- | ---------------- | ---------------------- |
| 5    | Alerrandro       | Vitória                |
| 5    | Osvaldo          | Vitória                |
| 4    | Giancarlo        | Atlético de Alagoinhas |
| 4    | Jeam             | Jacuipense             |
| 4    | Vitinho          | Bahia de Feira         |
| 3    | Everton Ribeiro  | Bahia                  |
| 3    | Estupiñán        | Bahia                  |
| 3    | Iury Castilho    | Vitória                |
| 3    | Kaio             | Bahia de Feira         |
| 3    | Mateus Gonçalves | Vitória                |
| 3    | Pedro Henrique   | Juazeirense            |
| 3    | Rafael Ratão     | Bahia                  |

### Público
Maiores públicos
Estes são os dez maiores públicos do campeonato:
| Nº | Público | Mandante | Placar | Visitante           | Estádio          | Data            | Rodada    | Ref.   |
| -- | ------- | -------- | ------ | ------------------- | ---------------- | --------------- | --------- | ------ |
| 1  | 47 634  | Bahia    | 1–1    | Vitória             | Arena Fonte Nova | 7 de abril      | Final     | [ 5 ]  |
| 2  | 30 727  | Vitória  | 3–2    | Bahia               | Barradão         | 18 de fevereiro | 7ª        | [ 6 ]  |
| 3  | 30 439  | Vitória  | 3–2    | Bahia               | Barradão         | 31 de março     | Final     | [ 7 ]  |
| 4  | 29 071  | Bahia    | 5–0    | Jacobina            | Arena Fonte Nova | 24 de janeiro   | 3ª        | [ 8 ]  |
| 5  | 28 373  | Bahia    | 4–1    | Jequié              | Arena Fonte Nova | 16 de março     | Semifinal | [ 9 ]  |
| 6  | 27 375  | Bahia    | 2–0    | Jacuipense          | Arena Fonte Nova | 3 de março      | 9ª        | [ 10 ] |
| 7  | 24 887  | Bahia    | 2–0    | Barcelona de Ilhéus | Arena Fonte Nova | 31 de janeiro   | 5ª        | [ 11 ] |
| 8  | 23 063  | Vitória  | 4–1    | Barcelona de Ilhéus | Barradão         | 17 de março     | Semifinal | [ 12 ] |
| 9  | 15 388  | Bahia    | 5–0    | Itabuna             | Arena Fonte Nova | 7 de fevereiro  | 6ª        | [ 13 ] |
| 10 | 11 929  | Vitória  | 1–0    | Bahia de Feira      | Barradão         | 20 de janeiro   | 2ª        | [ 14 ] |

Menores públicos
Estes são os dez menores públicos do campeonato:
| Nº | Público | Mandante       | Placar | Visitante              | Estádio        | Data            | Rodada | Ref.   |
| -- | ------- | -------------- | ------ | ---------------------- | -------------- | --------------- | ------ | ------ |
| 1  | 72      | Itabuna        | 1–1    | Bahia de Feira         | Mário Pessoa   | 23 de janeiro   | 3ª     | [ 15 ] |
| 2  | 188     | Juazeirense    | 2–0    | Jequié                 | Adautão        | 25 de janeiro   | 3ª     | [ 16 ] |
| 3  | 206     | Jacuipense     | 3–2    | Atlético de Alagoinhas | Valfredão      | 26 de janeiro   | 1ª     | [ 17 ] |
| 4  | 209     | Itabuna        | 3–1    | Jacuipense             | Mário Pessoa   | 29 de janeiro   | 4ª     | [ 18 ] |
| 5  | 255     | Bahia de Feira | 1–2    | Atlético de Alagoinhas | Arena Cajueiro | 14 de fevereiro | 7ª     | [ 19 ] |
| 6  | 257     | Bahia de Feira | 2–2    | Jequié                 | Arena Cajueiro | 4 de fevereiro  | 6ª     | [ 20 ] |
| 7  | 305     | Juazeirense    | 1–1    | Itabuna                | Adautão        | 1 de fevereiro  | 5ª     | [ 21 ] |
| 8  | 378     | Bahia de Feira | 5–1    | Juazeirense            | Arena Cajueiro | 3 de março      | 9ª     | [ 22 ] |
| 9  | 448     | Juazeirense    | 2–1    | Jacuipense             | Adautão        | 21 de janeiro   | 2ª     | [ 23 ] |
| 10 | 496     | Jequié         | 2–0    | Atlético de Alagoinhas | Waldomirão     | 28 de janeiro   | 4ª     | [ 24 ] |

Médias de público
Estas são as médias de público dos clubes no campeonato. Considera-se apenas os jogos da equipe como mandante e o público pagante:
| Pos.  | Equipe                 | Média  | Total   | Mandos | Maior  | Menor  |
| ----- | ---------------------- | ------ | ------- | ------ | ------ | ------ |
| 1     | Bahia                  | 26 343 | 184 398 | 7      | 47 634 | 11 670 |
| 2     | Vitória                | 18 846 | 113 078 | 6      | 30 727 | 7 576  |
| 3     | Atlético de Alagoinhas | 2 428  | 9 713   | 4      | 5 835  | 735    |
| 4     | Jequié                 | 2 081  | 10 403  | 5      | 4 035  | 496    |
| 5     | Barcelona de Ilhéus    | 2 054  | 12 321  | 6      | 3 841  | 584    |
| 6     | Jacobina               | 1 805  | 7 219   | 4      | 2 184  | 1 390  |
| 7     | Bahia de Feira         | 1 353  | 6 766   | 5      | 5 000  | 255    |
| 8     | Juazeirense            | 1 278  | 6 389   | 5      | 4 950  | 188    |
| 9     | Jacuipense             | 1 045  | 5 225   | 5      | 3 186  | 206    |
| 10    | Itabuna                | 416    | 1 665   | 4      | 723    | 72     |
| Total | Total                  | 7 003  | 357 177 | 51     | 47 634 | 72     |